# Boreš z Rýzmburka
Boreš II. z Rýzmburka (německy Boresch II. von Rieseburg, 1210/1215 – 1277) byl český šlechtic z rodu Hrabišiců, za českého krále Václava I. nejvyšší maršálek Českého království[zdroj?] a nejvyšší komorník, za jeho syna a nástupce Přemysla Otakara II. vojevůdce a jeden z nejvlivnějších šlechticů na královském dvoře. Pocházel z rodu Hrabišiců ze severozápadních Čech. Psal se podle hradu Rýzmburka, který založil a který je dnes znám také jako Osek. Jeho bratr Slávek byl opatem v oseckém klášteře. 
Další Borešova známá jména jsou Boreš II. Hrabišic anebo Boreš z Oseka, v úředních listinách jako Borso fillius Bohuzlai, či Borso de Risenburch.

## Život
Narodil se pravděpodobně mezi léty 1210–1215 jako syn Bohuslava.
Boreš měl dva syny: Slávka IV. z Rýzmburka a Bohuslava II. z Rýzmburka, který měl za manželku Agátu z Šumburka, dceru Bedřich ze Šumburka. Po smrti Boreše se stal Bedřich poručníkem obou jeho synů.
Na začátku roku 1248 se vzbouřila část české šlechty, která byla nespokojena s vládou Václava I. a 31. července 1248 na pražském hradě zvolila králem jeho syna Přemysla Otakara II. Boreš z Rýzmburka, Havel z Lemberka, Ojíř z Friedberka a několik dalších zůstali věrni Václavovi. Nakonec byl v srpnu 1249 uzavřen mír a Václav I. usedl znovu na trůn.

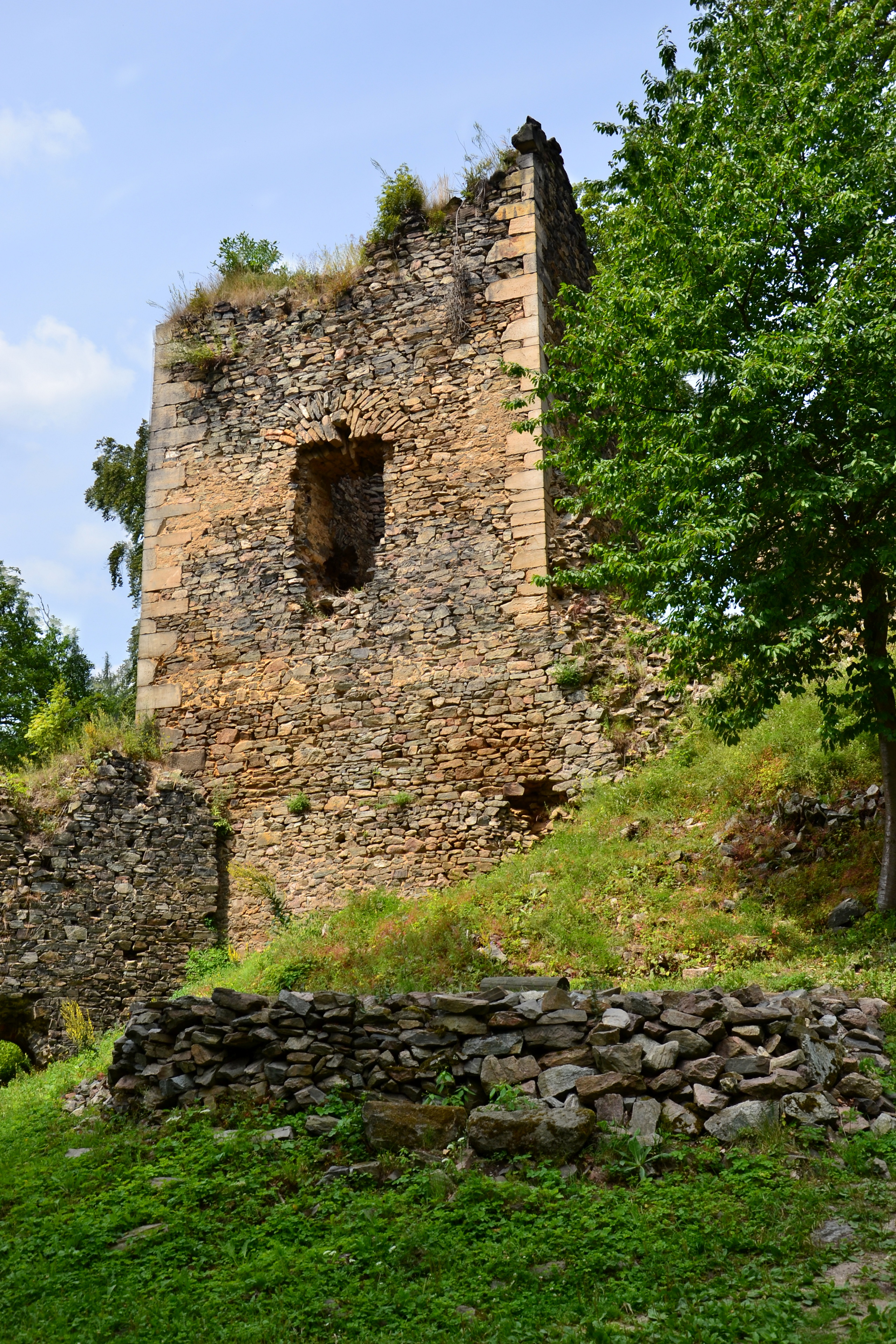
Zřícenina Rýzmburka

Po potlačení vzpoury zastával Boreš z Rýzmburka na královském dvoře Václava I. funkci komorníka. Situace se změnila po smrti Václava I. a po nástupu jeho syna Přemysla Otakara II. na trůn. Pro ambiciózního Přemysla představoval Boreš připomínku jeho nedávného pokoření, a tak už 25. ledna 1254 byl zatčen a uvržen v Praze do vězení. Uvěznění mělo především demonstrovat Přemyslovu moc a pravděpodobně po nedlouhé době byl Boreš z vězení propuštěn. Do funkce komorníka se již nevrátil, když jej v úřadu vystřídal Bavor II. ze Strakonic. Na přelomu let 1254 a 1255 se zúčastnil křížové výpravy do Prus.
V roce 1260 se udála bitva u Kressenbrunnu, kde Boreš velel zálohám a v níž Češi porazili uherské vojsko. Boreš v bitvě získal vzácnou relikvii, a to prst Jana Křtitele.
Boreš měl velké majetky nejen v Čechách, např. Osek a Krásno, ale i na Moravě, např. Slavkov, Moravská Třebová, Horní Němčí. V roce 1267 založil na ohybu řeky Moravská Sázava mezi Třebařovem a Krasíkovem augustiniánský klášter Corona Sanctae Mariae (Koruna Panny Marie), který byl zasvěcen nově vzniklému Řádu svatého otce Augustina, založeného v roce 1256, bula papeže Alexandra IV. Licet ecclesiae).
Po neúspěšné vzpouře proti králi Přemyslu Otakarovi II. v roce 1275 a 1276 (spolu s Vítkovci a Závišem z Falkenštejna) byl zajat a roku 1277 popraven.